# Диллон, Джеймс (политик)
Джеймс Мэтью Диллон (англ. James Matthew Dillon, ирл. Séamus Maitiú Diolún; 26 сентября 1902, Дублин, Соединённое королевство Великобритании и Ирландии — 10 февраля 1986, Дублин, Ирландия) — ирландский политик, лидер партии Фине Гэл (1959 −1965). Диллон был сыном Джона Диллона последнего лидера Ирландской парламентской партии, пытавшейся конституционным путём добиться независимости от Великобритании.
Диллон родился в Дублине, учился на юриста в Национальном университете в Голуэе. Позже он изучал бизнес в Лондоне и Чикаго. После возвращения в Ирландию Диллон начал работать менеджером в фирме принадлежащей его семье.

## Политическая карьера
Свою карьеру политика он начал в 1932 членом парламента от западного Голуэя, представляя центристскую партию. После её слияния с Cumann na nGaedhael и образования в 1933 Фине Гэл Диллон начал играть в новой партии ключевую роль. В 1937 он вновь был избран в парламент, но на этот раз от графства Монахан. Вскоре Диллон стал заместителем лидера партии Уильяма Косгрейва. Однако после начала Второй мировой войны, он начал протестовать против поддержки Фине Гэл курса на нейтралитет взятого президентом Ирландии Имоном де Валера. Диллон призывал правительство поддержать союзников, и в знак протеста вышел из Фине Гэл, что впрочем не помешало ему остаться на ключевых позициях в ирландской политики. После поражения Фианна Файл в 1948 и формирования коалиционного правительства, он, будучи независимым депутатом, стал министром сельского хозяйства. На своем посту Диллон отметился крайне бурной деятельностью направленной на развитие ирландского сельского хозяйства, создав условия для его роста. В 1951 Диллон вновь стал членом Фине Гэл, что позволило ему вернуться на пост министра сельского хозяйства в новом коалиционном правительстве в 1954. В 1959 , через два года после падения этого правительства Диллон стал лидером Фине Гэл. В 1965 его партия проиграла выборы Фианна Файл под руководством Шона Лемасса (при этом количество занятых Фине Гэл мест в парламенте сравнительно с предыдущими выборами не изменилось). Диллон взял ответственность на поражения на себя и ушёл с места лидера Фине Гэл, уступив его Лайаму Косгрейву. После истечения депутатских полномочий в 1967 он окончательно ушёл из политики. Умер Джеймс Диллон в 1986 в возрасте 83 лет.